# 紅燒大裙翅
紅燒大裙翅又稱六十元大裙翅，為廣州大三元酒家的代表菜，售60銀元一盤，由主廚吳鑾主理，取材於犁頭鰩的魚翅，經多日浸發後，以頂上湯、老雞、豬肉、火腿等同煮，使質地不硬不軟，味道濃郁豐腴。吳鑾於第二次世界大戰時逃難香港經營紅梅閣酒家，他退休後此菜亦隨之絕跡。